# Brutal disciplin
Brutal disciplin  är ett album från 1985 av det svenska punkbandet Stockholms Negrer. 
Albumet spelades in i MNW:s studio och producerades och mixades av Tomas Gabrielsson. Albumet blev både populärt och kontroversiellt då Konsum kom att bannlysa skivan och de tidigare singlarna på grund av deras provokativa image och låttitlar som "Knark é Gott" och "Fy Fan Svenska Flicka". När skivan släpptes medföljde en affisch som kopierats av ett amerikanskt rasistiskt flygblad från 50-talet som lydde "HELP SAVE THE YOUTH OF AMERICA - DON'T BUY NEGRO RECORDS". Skivan i originalformatet i 12" Vinyl släpptes dessutom i 45 Rpm istället för 33 Rpm trots att skivans längd är som ett normalt album på ca 34 minuter, vilket kan diskuteras till att vara en av världens största/längsta maxi-singlar. Skivan remastrades och lade till låtarna "Jag är en vit neger" och "Död åt alla" släpptes på nytt av MNW år 1992.

## Låtlista
1. Negerbollar Av Stål
2. Knark é Gott
3. Det Förlovade Landet
4. Vi Vill Bli Divor
5. Pårom Igen... Dom Blöder I Ryggen
6. Måndag
7. Mördarmohikanen
8. Fy Fan Svenska Flicka
9. Jag Vill Vara Din Slav
10. Love Me Baby
11. Brutal Disciplin
12. Ge Mej Mera Pengar

## Medverkande
- Michael "Mohammed" Alonzo - Sång
- Rolf "Blondie Dostojevskij" Elving - Gitarr, Sång
- John "Poppe" Schubert - Bas, Kör
- Christian "Don Marcello" "Totte" Alonzo - Gitarr, Trummor, Kör
- Johan "Lucifer" Johansson - Trummor

Dessutom:
- Tomas Gabrielsson - Piano
- Peter Ampull - Gitarr